# Pohlia subannulata
Pohlia subannulata là một loài Rêu trong họ Bryaceae. Loài này được (H. Philib.) Broth. miêu tả khoa học đầu tiên năm 1903.